# Zonitomorpha carinaticeps
Zonitomorpha carinaticeps es una especie de coleóptero de la familia Meloidae.

## Distribución geográfica
Habita en África.